# 호체슬리우니차

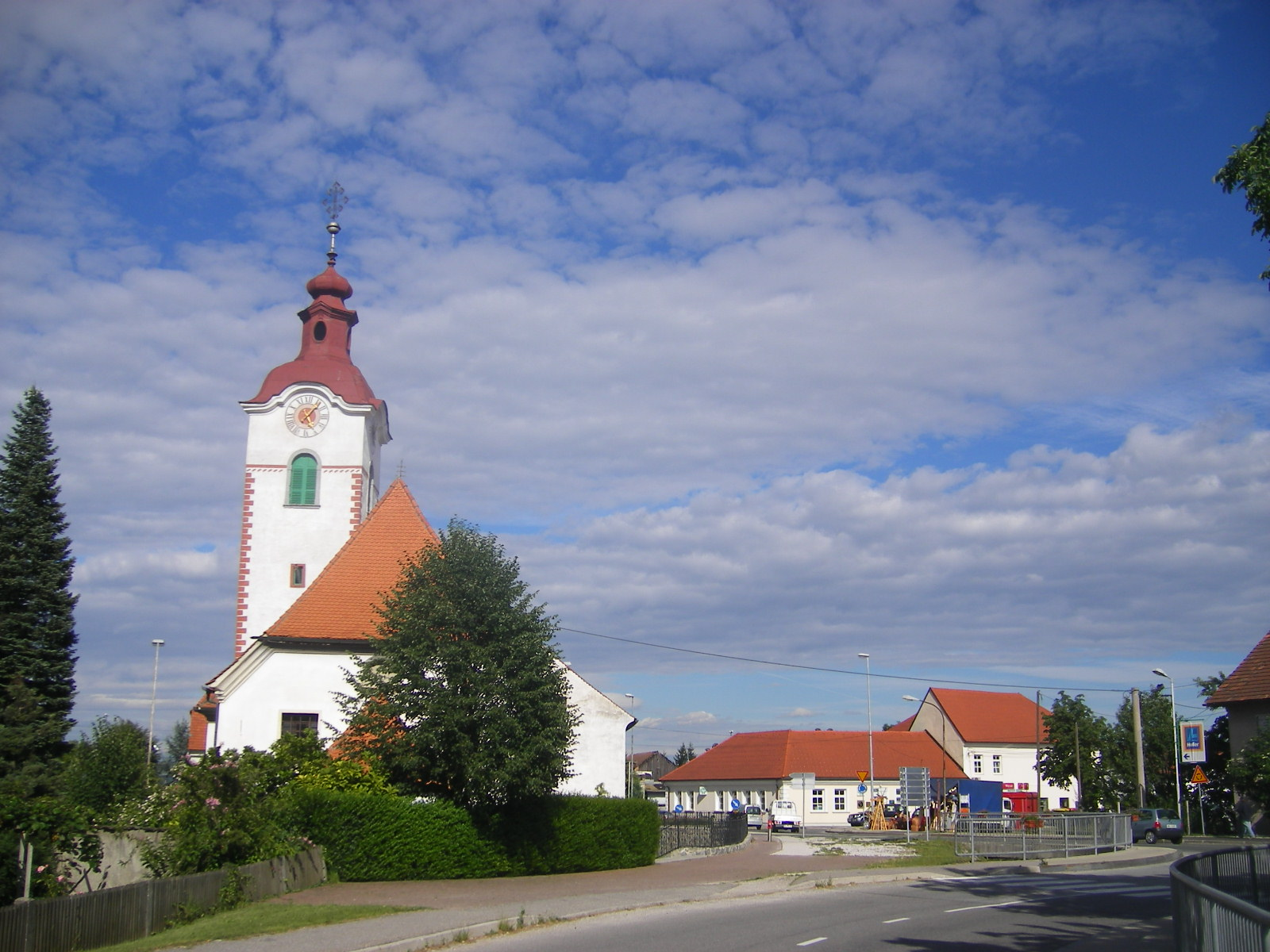
호체슬리우니차

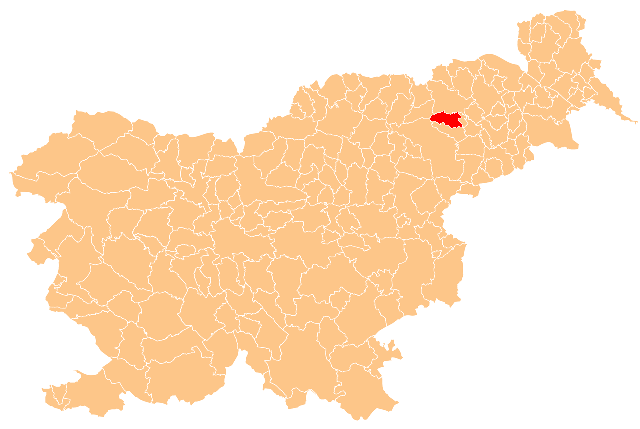
호체슬리우니차의 위치

호체슬리우니차(슬로베니아어: Hoče-Slivnica)는 슬로베니아의 도시로 면적은 53.7km2, 인구는 9,629명(2002년 기준), 인구 밀도는 179.3명/km2이다.